# Conversaciones con mamá
Pour plus de détails, voir Fiche technique et Distribution.
Conversaciones con mamá est un film argentin réalisé par Santiago Carlos Oves, sorti en 2006.

## Synopsis
L'Argentine traverse une importante crise économique, Jaime, qui occupait un emploi très bien rémunéré se retrouve au chômage du jour au lendemain. Poussé par sa femme, il décide de récupérer l'appartement qu'il prêtait à sa mère, mais celle-ci ne semble pas décidée à partir...

## Fiche technique
- Titre : Conversaciones con mamá
- Réalisation : Santiago Carlos Oves
- Scénario : Santiago Carlos Oves
- Production : ascual Condito, Luisa Matienzo, Santiago Carlos Oves, Jorge Piwowarski, Mónica Roza
- Musique : Pablo Sala
- Photographie : Anibal Bosco
- Montage : Liliana Nadal
- Pays d'origine : Argentine, Espagne
- Format : Couleurs - Dolby Digital - 35 mm
- Genre : Comédie dramatique
- Durée : 90 minutes
- Année de production : 22 mars 2006
- Date de sortie : 22 mars 2006

## Distribution
- China Zorrilla : Mamá
- Eduardo Blanco : Jaime
- Ulises Dumont : Gregorio
- Silvina Bosco : Dorita
- Floria Bloise : Lucrecia
- Nicolás Condito : Chico
- Tito Mendoza : Enfermero